# Championnats de France d'athlétisme en salle 1987
Navigation
Édition précédente Édition suivante
Les Championnats de France d'athlétisme en salle 1987 ont eu lieu les 7 et 8 février 1987 au Stade couvert régional de Liévin. Le 3 000 mètres masculin se déroule le 31 janvier 1987 à Paris (INSEP).

## Palmarès
| Discipline       | Hommes            | Hommes         | Femmes                 | Femmes         |
| ---------------- | ----------------- | -------------- | ---------------------- | -------------- |
| 60 m             | Bruno Marie-Rose  | 6 s 56         | Laurence Bily          | 7 s 30         |
| 200 m            | Bruno Marie-Rose  | 20 s 57        | Marie-Christine Cazier | 23 s 81        |
| 400 m            | Faouzi Zorgui     | 48 s 22        | Fabienne Ficher        | 53 s 65        |
| 800 m            | Faouzi Lahbi      | 1 min 49 s 03  | Catherine Guerrero     | 2 min 7 s 15   |
| 1 500 m          | Yvan Perré        | 3 min 41 s 94  | Christine Hanon        | 4 min 26 s 02  |
| 3 000 m          | Bruno Levant      | 8 min 2 s 22   | -                      | -              |
| 60 m haies       | Stéphane Caristan | 7 s 52         | Anne Piquereau         | 7 s 97         |
| Saut en hauteur  | Dany Dhaneus      | 2,15 m         | Madely Beaugendre      | 1,88 m         |
| Saut à la perche | Ferenc Salbert    | 5,60 m         | -                      | -              |
| Saut en longueur | Norbert Brige     | 7,88 m         | Caroline Missoudan     | 6,33 m         |
| Triple saut      | Serge Hélan       | 16,49 m        | -                      | -              |
| Lancer du poids  | Aubert Treguilly  | 17,43 m        | Léone Bertimon         | 15,57 m        |
| 3 000 m marche   | -                 | -              | Suzanne Griesbach      | 13 min 36 s 25 |
| 5 000 m marche   | Martial Fesselier | 20 min 16 s 85 | -                      | -              |